# Лалич, Богдан
Богдан Лалич (хорв. Bogdan Lalić; род. 8 марта 1964, Загреб) — хорватский шахматист, гроссмейстер (1988).
Участник ряда чемпионатов Югославии, лучший результат: 1986 — 2-е места. В составах сборных Югославии (1989), Хорватии (1992, 1997) и Англии (2003) участник олимпиад.
Лучшие результаты в международных турнирах: Шумен (1984) — 2—3-е; Плевен (1985 и 1987) — 2—5-е и 1—2-е; Варна (1986) — 3—6-е; Асеновград (1987) — 1-е; Бадахос (1987) — 1—2-е; Сараево (1988) — 1—3-е; Оберварт (1988) — 1—4-е; Западный Берлин (1988) — 1—11-е места.

## Изменения рейтинга
| Графики недоступны из-за технических проблем. См. информацию на Фабрикаторе и на mediawiki.org. |